# Dominik Filipovský
Dominik Josef Filipovský (19. března 1833 Přeštice – 21. září 1914 Klášter Teplá) byl český katolický kněz, člen řádu premonstrátů. Působil na západočeských farách (Skoky, Teplá, Holýšov, Horní Sekyřany). Knižně vydal německojazyčné kázání.

## Život
Narodil se jako Josef Filipovský 19. března 1833 v Přešticích. Roku 1856 vstoupil do kláštera Teplá a o tři roky později byl vysvěcen na kněze. Poté působil přes 40 let na farách premonstrátského řádu – jako kooperátor ve Skocích (do r. 1867), řádový kněz ve městě Teplá (1867–1876), administrátor v Holýšově (1876–??), pak opět v Teplé a od roku 1894 jako administrátor v Horních Sekyřanech. V roce 1888 byl (během pobytu v Holýšově) jmenován arcibiskupským notářem a roku 1905 (v Horních Sekyřanech) osobním děkanem.
Zemřel 21. září 1914 v tepelském klášteře (obec Teplá-Klášter čp. 9).

## Dílo
Byl autorem knižně vydaného novoročního kázání (Neujahr-Predigt, 1897).